# Doc Alliance
Doc Alliance – The new deal for feature documentaries is een samenwerkingsverband tussen 7 grote Europese filmfestivals van documentaires. : CPH:DOX Copenhagen (Denemarken), Doclisboa (Portugal), Docs Against Gravity FF (Polen), DOK Leipzig (Duitsland), FID Marseille (Frankrijk), Jihlava International Documentary Film Festival (Tsjechië) en Visions du Réel Nyon (Zwitserland).
Het doel van de Doc Alliance is het stimuleren van documentaires en bevorderen van kwaliteit en creativiteit. Doc Alliance is gevestigd in Praag en opgericht in 2008. Ze wordt financieel ondersteund door Creative Europe, het Tsjechisch Filmfonds en het Ministerie van Cultuur  van Tsjechië.
DAFilms.com is het online distributieplatform van de Doc Alliance en beheert meer dan 1700 films; van historische films tot en met retrospectieven van toonaangevende documentairemakers, onder wie Ulrich Seidl (Jesus, You Know), Jorgen Leth (New Scenes From America) en Chris Marker (The Case Of The Grinning Cat).

## Doc Alliance Selection en Award
De Doc Alliance Award is een prijs voor de beste Europese lange documentaire gericht op creatieve documentaires en bijzonder talent. Elk deelnemend festival nomineert haar film om deel te nemen aan de competitie. 
Sinds 2015 vindt de prijzenceremonie plaats op het Internationaal Filmfestival van Locarno.

### 2018
- Srbenka - Regisseur: Nebojša Slijepčević – Winnaar DAS Award 2018[6]

- Doel - Regisseur: Frederik Sølberg
- Granny Project - Regisseur: Bálint Révész
- The Limits of Work - Regisseur: Apolena Rychlíková
- Inside - Regisseur: Camila Rodríguez Triana
- Instant Dreams - Regisseur: Willem Baptist
- Southern Belle - Directed by: Nicolas Peduzzi

### 2017
- Taste of Cement – Regisseur  Ziad Kalthoum –  Winnaar  DAS Award 2017 [7]

- 95 and 6 to Go - Regisseur: Kimi Takesue
- Convictions - Regisseur: Tatyana Chistova
- Childhood - Regisseur: Margreth Olin
- Spectres Are Haunting Europe - Regisseur: Maria Kourkouta, Niki Giannari
- Those Shocking Shaking Days - Regisseur: Selma Doborac
- When Will This Wind Stop - Regisseur: Aniela Astrid Gabryel

### 2016
- Gulîstan, Land of Roses – Regisseur: Zaynê Akyol –  Winnaar  DAS Award 2016 [8]
- Jarocin - The Rise of Freedom - Regisseur Lech Gnoinski, Marek Gajczak
- Fragment 53 – Regisseur: Carlo Gabriele Tribbioli
- Maybe Desert, Perhaps Universe - Regisseur Miguel Seabra Lopes, Karen Akerman
- Steam on the River - Regisseur Filip Remunda, Robert Kirchhoff
- Maestà, the Passion of Christ – Regisseur: Andy Guérif
- Train to Adulthood – Regisseur: Klára Trencsényi

### 2015
- Homeland (Iraq Year Zero) – Regisseur: Abbas Fahdel –  Winnaar  DAS Award 2015 [9][10]

- Walking Under Water – Regisseur: Eliza Kubarska
- Stranded in Canton – Regisseur: Måns Månsson
- Illusion – Regisseur: Sofia Marques
- I Am the People – Regisseur: Anna Roussillon
- Haunted - Regisseur: Liwaa Yazji
- All Things Ablaze – Regisseurs: Oleksandr Techynskyi, Aleksey Solodunov, Dmitry Stoykov